# Nicolae Coande
Nicolae Coande (nume la naștere: Nicolae Boangiu; n. 23 septembrie 1962, Osica de Sus, județul Olt) este un poet și eseist român. A copilărit la Osica de Sus, în sudul României, în valea Oltețului (...dar să cad în centrul lumii în stînga de Olteț la cîteva/ minute de bîlciul apărut în anul cînd Eminescu obosit de viață/ „scria continuu pe zidurile și ulucile Institutului/ bucăți din poeziile sale”/ nu mi-aș fi închipuit în eonul cît m-am odihnit în palatul calm/ din pîntecele mamei. Acolo am citit totul.). A debutat cu un grupaj de poezie în revista „Ramuri” (1986), prezentat de Gabriel Chifu, după ce cu un an înainte a fost publicat la rubricile deținute în „Familia” și „Luceafărul” de Ana Blandiana, respectiv Ion Gheorghe. A citit la Cenaclul „Ramuri” condus de poetul Marin Sorescu. În anul 1988 a fost „revelația” rubricii pentru debutanți susținută de criticul literar Mircea Iorgulescu în SLAST. În același an, Marin Sorescu i-a oferit premiul pentru debut al revistei „Ramuri”. 
Debut editorial cu placheta de poeme „În margine”
(Ed. Ramuri, 1995), premiată de Uniunea Scriitorilor din România. Pentru aceeași carte a primit anterior Premiul Festivalului „Nichita Stănescu - Sensul iubirii”, Turnu Severin (președinte de juriu, Cezar Ivănescu).
Este membru al Uniunii Scriitorilor din România (din 1996), filiala Craiova, membru al PEN Club România (2016). 
Studii de filozofie-sociologie, Universitatea din Craiova. Master în filozofie (2010) la aceeași universitate.  
Între 2001 și 2006 a fost redactor (publicist comentator) al ziarului Cuvântul libertății, Craiova. Tot aici a coordonat între anii 2001-2004 pagina de cultură LAMA (Literatură, Artă, Mentalități, Atitudini). Realizator (2002-2005) al unui talk-show cultural la Oltenia TV. Din 2008 este secretar literar al Teatrului Național „Marin Sorescu“ din Craiova; editor-fondator, din 2006, al revistei teatrale de cultură, informație și atitudine „SpectActor“.  
Din anul 2009 coordonează „Întâlnirile SpectActor", la Teatrul Național Marin Sorescu” Craiova, „Duminici de poezie în teatru" (2010-2016), „Artistul în timpul său”" (2015), dedicat artiștilor singulari din Craiova. În prezent (2016) este coordonator al evenimentelor „Clubul Dramaturgilor", unde se propun spectacole-lectură, și „Adunarea Poeților și a SpectActorilor Craioveni", un eveniment care își propune să reunească periodic poeții din Craiova, dar și scriitori din afară, preocupați de poezie și de reflecția asupra poeziei. În perioada 2010-2014 a inițiat și prezentat întâlniri cu scriitori români și străini contemporani în cadrul proiectului „Scriitori la TraDem". 
În noiembrie 2012 a fost invitat, alături de dramaturgi din Balcani, de Goethe Institut Berlin la reuniunea experților în teatru din sud-estul Europei, pe tema teatrului documentar.
A participat la mai multe festivaluri internaționale de poezie din Austria, Serbia, România (http://2016.fipb.ro/program/program-fipb.html)
Are trei copii, Lia Elena, Alexandru Ionuț, Andrei Mihnea.

## Cărți publicate
- În margine, poezie (Ed. Ramuri, Craiova, 1995)
- Fincler, poezie (Ed. Ramuri, Craiova, 1997)
- fundătura homer, poezie (Ed. Dacia, 2002)
- Folfa, poezie (Ed. Vinea, București, 2003)
- Fereastra din acoperiș. Un anotimp în Westfalia, note de călătorie (Ed. Fundația Scrisul Românesc, Craiova, 2005)
- Celălalt capăt, interviuri (Ed. Curtea Veche, București, 2006)
- Vînt, tutun și alcool, poezie (Ed. Brumar, Timișoara, 2008)
- Revanșa chipurilor, publicistică (Ed. Măiastra, Tg. Jiu, 2009)
- Caietele colocviilor naționale "Ion D. Sîrbu", Craiova 27 iunie 2009 - coordonator, alături de Ioan Lascu - (Ed. Universitaria, Craiova, 2009)
- Femeia despre care scriu, poezie (Ed. Măiastra, Tg. Jiu, 2010)
- Intelectualii români și Curtea regelui, publicistică-eseu (Ed. Tracus Arte, București, 2011)
- VorbaIago, antologie de versuri, postfață de Al. Cistelecan (Ed. Măiastra, Tîrgu Jiu, 2012)
- Persona, antologie de versuri, postfață de Mircea A. Diaconu (Ed. Măiastra, Tîrgu Jiu, 2013)
- Caietele colocviilor naționale "Ion D Sîrbu", Craiova, 11-12 octombrie 2013, coordonator (Ed. MJM, Craiova, 2014)
- Caietele colocviilor naționale "Ion D. Sîrbu", Craiova, 17 septembrie 2014, coordonator (Ed. MJM, Craiova, 2014)
- Nu m-au lăsat să conduc lumea, poezie (Casa de Editură Max Blecher, București, 2015)
- Dumnezeu poet și protector al lumii, eseuri (Ed. Tracus Arte, București, 2016)
- Plagiator. 1962, poezie (Ed. Măiastra, Tîrgu Jiu, 2017)
- Memoria unui mort este memoria mea, poezie (Casa de Editură Max Blecher, București, 2019)
- Mansarda Europa (Din casa „Heinrich Böll” în camera „Albert Camus”), jurnale de călătorie (Ed. Paralela 45, București, 2019)
- Oglinda timpului – o istorie contemporană a T.N.C. în interviuri (coord. - Ed. MJM Autograf, Craiova, 2020)[5]
- Dumnezeu, poet și protector al lumii, ed. a II-a, Ed. Hoffman, 2020 (în colaborare cu Jurnalul național)
- Manualul vânătorului de poeți (vol I-II), critică literară (Ed. Hoffman, 2021)
- Românce de colecție, antologie de poezie contemporană românească (Ed. Hoffman, 2021)
- Nu sunt eu bestia, poezie (Casa de Editură Max Blecher, 2022)
- 33 de cîntece pentru Didgeridoo (Ed. Tracus Arte, 2023)
- Noul interzis (Casa de Editură Max Blecher, 2025)

## Antologii lirice
A publicat poezie în antologii și reviste literare din România, Germania, SUA, Belgia, Turcia, Serbia, Albania, Slovenia.  
Selectiv: 
- Gefärliche Serpentinen Rumanische Lyrik der Gegenwart, Galrev Verlag Berlin, 1998, volum coordonat de Dieter Schlesak
- Jahreszeiten, Tagesanbrüche. Literatur und Kunst im Heinrich-Böll-Haus Langenbroich. Hrsg. von der Heinrich-Böll-Stiftung. Berlin 2006
- Cele mai frumoase 100 de poezii ale românilor despre ei înșiși și țara lor, antologie alcătuită de Petru Romoșan,  Compania, 2001
- O panoramă critică a poeziei românești din secolul XX, Ed. Pontica, 2007, Marin Mincu
- Scriitori pe Calea Regală, Editura Brumar, 2008
- Cele mai frumoase poeme din 2010, Editura Tracus Arte, 2011, selecție de Claudiu Komartin și Radu Vancu
- Antologia Coloniei Literare Čortanovci, Societatea Scriitorilor Sârbi (SKD) Belgrad, 2010
- Of Gentle Wolwes, Calypso Edition, New York, 2011, selecție și traducere de Martin Woodside
- Noua poezie nouă. O antologie a poeziei române postmoderne, antologator Dumitru Chioaru, Ed. Limes, 2011
- Dirijabilul de hârtie, antologia de poezie a revistei Vatra, coordonator Kocsis Francisko, Ed. Ardealul, 2011
- The Vanishing Point that Whistles: An Anthology of Contemporary Romanian Poetry, editori Paul Doru Mugur&Adam Sorkin & Claudia Serea, Talisman Houses, USA, 2011.
- Cele mai frumoase poezii ale anului, editor Alexandru Petria, Ed. Adenium, 2014
- Moods & women & men & once again moods: an anthology of contemporary Romanian erotic poetry, Ed. TracusArte&Calypso Edition, 2015
- Carte în cinci: O mână de poeți: Paul Aretzu, Julien Caragea, Nicolae Coande, Anton Jurebie, Lazăr Popescu, Ed. Măiastra, 2019
- Acum suntem noi anticii, antologia generației '90, de Răzvan Țupa, Adrian Ciubotaru (Ed. Cartier, 2020)
- Posledny pionieri Východu (Ultimii pionieri ai Estului) – antologie de poezie românească, selecție de Claudiu Komartin, traducere Eva Kenderessy, Bratislava, 2021[6]
- Tequila verano/ Vara Tequila - traducere în limba spaniolă de Laura Dragomir, Ed. Autograf MJM, Craiova, 2022
- Poezia românească după 1945 - Antologie, studiu introductiv și note biobibliografice de Ion Pop, 4 volume, Ed. Știința, Chișinău, Republica Moldova, 2022
- Love and Hate - Antologie coordonată de Adrian Grauenfels, Ed. Saga Publishing, Tel Aviv, 2023
- Rumänische Lyrikanthologie von den Anfängen bis heute Band VII - Herausgegeben und übersetzt von Christian W. Schenk, DIONYSOS – 2024 Boppard am Rhein

## Premii
- Premiul pentru poezie al revistei „Ramuri", 1988
- Premiul de debut al Uniunii Scriitorilor din România pentru vol. „În margine", 1995
- Premiul Asociației Scriitorilor Craiova pentru vol. „Fincler", 1997
- Premiul Uniunii Scriitorilor din Romania pentru vol. „fundătura homer", 2002[7]
- Premiul pentru poezie " Petre Pandrea"  al revistei „Mozaicul", 2004
- Premiul pentru poezie al revistei „Ramuri", 2006
- Premiul pentru poezie al revistei „Hyperion", 2012
- Premiul pentru eseu al revistei „Argeș", 2012[8]
- Premiul pentru eseu și poezie „Radu Enescu" al revistei Familia, 2017[9]
- [10]Premiul „Mihai Eminescu"  al Academiei Române pentru volumul „Plagiator.1962", 2017
- Premiul APLER - Cartea de poezie a anului -  vol. „33 de cîntece pentru Didgeridoo" (Ed. Tracus Arte), 2024

## Rezidențe literare
Stiftung 'Heinrich Böll', Köln, Germania (noiembrie 2003-februarie 2004)
Stiftung Künstlerdorf Schöppingen, NRW, Germania (iulie-august 2008)-
http://www.stiftung-kuenstlerdorf.de/index.html
quartier21 (MQ Wien) (dec. 2014-ian. 2015)
http://www.quartier21.at/artists-in-residence/artists/
Chateau de Lavigny, Elveția (august-septembrie 2017) http://www.chateaudelavigny.ch/readings/ Arhivat în 25 mai 2017, la Wayback Machine.
Fundacion Valparaiso, Mojacar, Andalucia, Spania (septembrie-octombrie 2022) https://www.fundacionvalparaiso.com